# Ishwaromyces flacourtiae
Ishwaromyces flacourtiae är en svampart som beskrevs av Hosag., Kamar. & T. Sabu 2004. Ishwaromyces flacourtiae ingår i släktet Ishwaromyces och familjen Asterinaceae.   Inga underarter finns listade i Catalogue of Life.